# Bee’s Knees
Der Bee’s Knees ist Bestandteil der New Era Drinks der International Bartenders Association. Hauptbestandteil des Bee’s Knees ist dabei Gin, welcher mit Honigsirup, Zitronensaft und Orangensaft hergestellt und ohne Garnitur straight up (also ohne Eis) serviert wird.

## Zubereitung
Dem Rezept der IBA (International Bartenders Association) entsprechende wird der Drink aus 52,5 ml Dry Gin, 2 Teelöffeln Honigsirup sowie jeweils 22,5 ml Zitronen- und Orangensaft (vereinfacht wird für metrische Maßeinheiten folgende Rezeptur empfohlen: 6–7 cl London Dry Gin, 2 cl frischer Zitronensaft, 1,5 cl Honigsirup) zubereitet. Hierzu wird zunächst der Honigsirup im Shaker mit den Säften verrührt, bis sich dieser gelöst hat. Anschließend wird der Gin hinzugegeben und der Cocktail mit Eis im Shaker geschüttelt. Der fertige Cocktail wird in ein gekühltes Glas abgeseiht. Optional ist eine Garnitur aus Zitronen- oder Orangenzeste.